# Zabriskie Point (album)
Zabriskie Point è un album discografico che raccoglie alcune delle canzoni incluse nella colonna sonora dell'omonimo film di Michelangelo Antonioni pubblicato nel 1970.

## Brani
Tre brani sono scritti dai Pink Floyd, ai quali in origine era stata commissionata l'intera colonna sonora; gli interpreti degli altri brani sono: Jerry Garcia dei Grateful Dead, i Kaleidoscope, The Youngbloods, Patti Page, Roscoe Holcomb e John Fahey. Nel film compaiono altre due canzoni che però non furono mai incluse in quest'album: You Got the Silver dei Rolling Stones (da Let It Bleed) e So Young di Roy Orbison, che accompagna la sequenza conclusiva. Entrambe furono escluse per ragioni di diritti di copyright.
Il brano dei Pink Floyd intitolato Come in #51, Your Time is Up è una nuova versione di Careful with That Axe, Eugene. A commento della scena degli scontri fra manifestanti e polizia, I Pink Floyd proposero il brano The Violent Sequence, scritto dal tastierista Richard Wright, che però venne rifiutato da Antonioni. I Pink Floyd lo pubblicarono nel 1973, arrangiato e completo di testo, con il titolo Us and Them sull'album The Dark Side of the Moon.
Su consiglio di Mick Jagger, Antonioni si recò a sentire i Doors in studio mentre registravano nel 1968 per proporre loro di contribuire con un pezzo alla colonna sonora del suo prossimo film. Jim Morrison sottopose all'attenzione del regista il brano L'America (che sarebbe poi apparso sull'album L.A. Woman nel 1971) ma Antonioni non ne rimase impressionato.
L'album è stato ristampato nel 1997 con l'aggiunta di quattro tracce inedite dei Pink Floyd e di quattro di Jerry Garcia, tutti brani scartati a suo tempo da Antonioni.

## Tracce

### Versione originale
1. Pink Floyd – Heart Beat, Pig Meat (David Gilmour/Roger Waters/Rick Wright/Nick Mason) – 3:11
2. Kaleidoscope – Brother Mary (David Lindley) – 2:39
3. Grateful Dead – Dark Star (estratto) (Jerry Garcia/Mickey Hart/Robert Hunter/Bill Kreutzmann/Phil Lesh/Ron "Pigpen" McKernan/Bob Weir) – 2:30
4. Pink Floyd – Crumbling Land (David Gilmour/Roger Waters/Rick Wright/Nick Mason) – 4:13
5. Patti Page – Tennessee Waltz (Pee Wee King/Redd Stewart) – 3:01
6. The Youngbloods – Sugar Babe (Jesse Colin Young) – 2:12
7. Jerry Garcia – Love Scene (Jerry Garcia) – 7:02
8. Roscoe Holcomb – I Wish I Was a Single Girl Again (Roscoe Holcomb/Traditional) – 1:54
9. Kaleidoscope – Mickey's Tune (David Lindley) – 1:40
10. John Fahey – Dance of Death (John Fahey) – 2:42
11. Pink Floyd – Come in Number 51, Your Time Is Up (David Gilmour/Roger Waters/Rick Wright/Nick Mason) – 5:01

### Tracce aggiuntive ristampa del 1997
1. Jerry Garcia – Love Scene Improvisations (Version 1) (Jerry Garcia) – 6:18
2. Jerry Garcia – Love Scene Improvisations (Version 2) (Jerry Garcia) – 8:00
3. Jerry Garcia – Love Scene Improvisations (Version 3) (Jerry Garcia) – 7:52
4. Jerry Garcia – Love Scene Improvisations (Version 4) (Jerry Garcia) – 8:04
5. Pink Floyd – Country Song (David Gilmour/Roger Waters/Rick Wright/Nick Mason) – 4:37
6. Pink Floyd – Unknown Song (David Gilmour/Roger Waters/Rick Wright/Nick Mason) – 6:01
7. Pink Floyd – Love Scene (Version 6) (David Gilmour/Roger Waters/Rick Wright/Nick Mason) – 7:26
8. Pink Floyd – Love Scene (Version 4) (David Gilmour/Roger Waters/Rick Wright/Nick Mason) – 6:45

## Curiosità
- Il regista Antonioni ed il musicista John Fahey, del quale nella colonna sonora è presente il brano Dance of death, furono protagonisti di una rissa per motivi politici all'interno di un ristorante a Roma[4]